# Samantapasadika
Samantapasadika o Samantapāsādikā es una colección de comentarios (atthakatha) en pali sobre el Vinaya del Tipitaka en la tradición theravada. En realidad es un comentario sobre los cinco textos del Vinayapitaka.
Fue una traducción que hizo Buddhaghosa de los comentarios en cingalés a pali en el año 429, en los tiempos del rey Mahanama de Anuradhapura. Fue su primer comentario a un texto canónico. Muchos de los versos usados en Samantapāsādikā son del Dipavamsa (Crónica de la isla) más antiguo. El contenido del Samantapasadika es importante porque explica cómo se incluyó el vinaya en el Canon Pali y la importancia del Primer Concilio Budista.
Samantapasadika se compone de dos palabras, samanta y pasadika. Aquí 'samanta' indica cuatro direcciones y 'pasadika' significa calmarse.